# Hydrotaea rostrata
Hydrotaea rostrata är en tvåvingeart som först beskrevs av Robineau-desvoidy 1830.  Hydrotaea rostrata ingår i släktet Hydrotaea och familjen husflugor. Inga underarter finns listade i Catalogue of Life.